# NiemaGOtu
niemaGOtu – polski zespół muzyczny grający muzykę chrześcijańską. Założony w 2015 roku przez członków zespołu, którzy nagrali piosenkę „Błogosławieni miłosierni”, która stała się hymnem ŚDM 2016. 6 maja 2016 roku w Krakowie zespół został wpisany do Krajowego Rejestru Sądowego jako spółka z ograniczoną odpowiedzialnością.
Zespół bierze udział w wielu imprezach promujących wiarę chrześcijańską jak Festiwal Psalmów Dawidowych, pielgrzymki do sanktuariów Maryjnych czy inicjatywy spotkań młodych.

## Historia
W 2014 roku członkowie zespołu nagrali utwór „Błogosławieni miłosierni”, który stał się hymnem Światowych Dni Młodzieży 2016 w Krakowie. Piosenkę przetłumaczono na ponad 15 języków obcych.
We wrześniu 2022 roku zespół niemaGOtu wraz z Caritas Archidiecezji Katowickiej rozpoczęli pracę nad teledyskiem do utworu „Przyjdź”, który ma pomóc w zbiórce pieniędzy na uchodźców z Ukrainy.  

## Dyskografia
| Tytuł     | Dane dotyczące albumu                                   | Utwory |
| --------- | ------------------------------------------------------- | --- |
| niemaGOtu | - Data: lipiec 2016 - Wydawca: niemaGOtu Sp. z o.o.     | 1. Amen 2. Przybądź Święty 3. Nie mądrość świata tego (Marana tha) 4. Eloi 5. Panie, gdy tonę 6. Psalm 126 7. Nie ma Go tu – wstał! (Alleluja) 8. Nie umrę 9. Godzien 10. Dzięki Tobie 11. Błogosławieni miłosierni (Oficjalny Hymn Światowych Dni Młodzieży Kraków 2016) |
| ITO       | - Data: 18 grudnia 2020 - Wydawca: niemaGOtu Sp. z o.o. | 1. Magnificat 2. Pieśń stworzenia 3. Pieśń świąteczna o wierności Boga 4. Jeruzalem 5. Hosanna 6. Pieśń sprawiedliwości 7. Do Serca Jezusowego 8. Przyjdź 9. Pieśń nad pieśniami 10. Biada 11. Pieśń pewności                                                             |